# Žilavi lijev
Žilavi lijev, nodularni lijev ili kugličasti lijev je vrsta lijevanog željeza s kugličastim grafitom. Mehanička svojstva tog lijeva ovise u prvom redu o obliku grafita. Pri kugličastom obliku grafita nema zareznog djelovanja u osnovnoj mikrostrukturi lijeva. Žilavi lijev se po svojim mehaničkim svojstvima svrstava između sivog i čeličnog lijeva. Postupak proizvodnje žilavog lijeva se odvija u dva koraka. Prvo se dodaje magnezij (rjeđe cerij ili kalcij) da se slitina dezoksidira, a zatim se dodatkom cjepiva na osnovi silicija ubacuju u leguru klice kristalizacije, što sprječava bijelo skrućivanje. Zato grafit izlučen u leguri ima kugličasti oblik. Žilavi lijev se dobiva od podeutektičke ili nadeutektičke legure sastava: 3 – 3,9% C, 1,7 – 2,8% Si, 0,1  - 0,5% Mn, manje od 0,08% P i manje od 0,01% S. Zbog ekonomskih razloga legura smije sadržavati samo manje količine sumpora i kisika.
Magnezij, cerij i kalcij su dezoksidanti, i oni smanjuju sumpor, ali se time gubi i cjepivo. Da se smanji sadržaj sumpora, taljenje se provodi u bazičnim kupolnim pećima ili električnim pećima. Uložak za peć ne smije sadržavati nepoželjne primjese, a osobito ne elemente Ti, Pb, Se, Al, Te, As, Sn i Sb, koji sprječavaju stvaranje grafitnih kuglica i pogoršavaju mehanička svojstva lijeva. Nepoželjno djelovanje nabrojenih elemenata može se smanjiti dodatkom slitina cerija (0,01 – 0,02%) koje se dodaju s magnezijem.
Tražena svojstva nežarenog žilavog lijeva postižu se jedino ako u leguri ima malo mangana. Količina ledeburita ovisna je o siliciju, manganu i brzini hlađenja. Na svojstva žarenog žilavog lijeva utječe se prikladnom toplinskom obradom, jer su mehanička svojstva lijeva više ovisna o strukturi, a manje o grafitu. Svojstva žilavog (nodularnog) lijeva propisuje HRN C.J2.022, i to za NL 38, NL 42, NL 50, NL 60 i NL 70, s vlačnom čvrstoćom od 380 do 700 N/mm2 i istezanjem od 17 do 2%.
Toplinskom obradom žilavog lijeva uklanjaju se unutrašnje napetosti, mijenja se količina vezanog grafita, a struktura se poboljša i učvrsti. Žilavi lijev prema svojim svojstvima odgovara čeliku, a istodobno zadržava najbolja svojstva sivog lijeva, sposobnost prigušenja titraja (vibracije) i otpornost prema trošenju.